# حي بئر شنين (حضرموت)
حي بئر شنين هو أحد أحياء مدينة غيل باوزير في محافظة حضرموت اليمنية. يبلغ تعداد سكانه 1147 نسمة حسب التعداد السكاني في اليمن لعام 2004.